# Ron Wyden
Ronald Lee "Ron" Wyden (Wichita, 3 de maio de 1949) é político americano membro do Partido Democrata.

## Biografia
Nascido em 3 de maio de 1949, em Wichita no Kansas, é filho de  Edith e Peter H. Wyden. que eram judeus e tinham fugido da Alemanha Nazista.

## Carreira política
- Em 1981 a 1996, foi membro da câmara dos representantes dos Estados Unidos pelo 3º distrito do Oregon.
- Desde 1996 é senador do Oregon.

## Vida pessoal
É casado com Nancy Wyden e tem quatro filhos: Adam Wyden, Lilly Wyden, Ava Rose Wyden e William Peter Wyden.